# Tatort: Wacht am Rhein
Wacht am Rhein ist ein Fernsehfilm aus der Krimireihe Tatort. Der vom WDR produzierte Beitrag wurde am 15. Januar 2017 im Ersten und im SRF 1 ausgestrahlt. In dieser 1007. Tatort-Folge ermitteln die Kölner Kommissare Ballauf und Schenk ihren 68. Fall.

## Handlung
Der Ladenbesitzer Adil Faras und die junge Mutter Nina Schmitz patrouillieren mit der selbst ernannten Bürgerwehr „Wacht am Rhein“ durch Köln, um für mehr Sicherheit in den Straßen zu sorgen. Bei einem Überfall auf eine Zoohandlung wird der Sohn des Inhabers Peter Deisböck erschossen. Der potentielle Räuber entkommt unerkannt. Zeugen können nur angeben, dass er ein auffälliges Kapuzenshirt trug und dadurch sein Gesicht verdeckt war. Als Adil Faras auf dem Heimweg einen jungen Mann in einem solchen Kapuzenshirt entdeckt, ist er davon überzeugt, den Täter gefunden zu haben. Er folgt dem Mann, betäubt ihn mit einem Elektroschocker und sperrt ihn im Keller seines Ladens ein. Unter massiver Folter versucht er ihn dazu zu bringen, den Mord zuzugeben und zu verraten, wo er die Waffe hätte. Baz Barek beteuert, ein harmloser Student zu sein und niemanden ermordet zu haben. Doch Faras glaubt ihm nicht. Er stammt selber aus Marokko, trotzdem wurde er in seinem Viertel akzeptiert und das will er sich durch solche Überfälle anderer Ausländer nicht kaputt machen lassen.
Die Kommissare Ballauf und Schenk ahnen nichts von dieser Aktion und erhalten im Zuge ihrer Ermittlungen einen Hinweis auf den Marokkaner Khalid Hamidi. Dieser hatte als Praktikant in einer kleinen Werbefirma gearbeitet, die in unmittelbarer Nachbarschaft zu dem Zoogeschäft liegt. Somit kannte er die Örtlichkeiten, und da er bei der Polizei aktenkundig ist, sind sich die Ermittler sicher, auf der richtigen Spur zu sein. Hamidi wird festgenommen, verhört und seine Wohnung durchsucht. Allerdings findet sich außer diversem Diebesgut keine Tatwaffe. Ballauf und Schenk können Khalid Hamidi zu einem Geständnis bringen. Er gibt an, dass sich Deisböck damit gebrüstet habe, viel Geld im Laden zu haben. Daher vermuten die Ermittler, dass Deisböck ganz bewusst einen Dieb anlocken wollte. Als Hamidi dann noch erklärt, nur eine Schreckschusspistole benutzt zu haben, gibt das dem Fall eine Wendung. Ballauf und Schenk sehen sich noch einmal genau am Tatort um und kommen zu dem Schluss, dass Lars Deisböck versehentlich erschossen wurde. Als Todesschütze wird daraufhin der eigene Vater ermittelt, der die Tat letztendlich einräumt und auch zugibt, dem Einbrecher eine Falle gestellt zu haben.
Neben der Aufklärung des Mordes an Lars Deisböck ist Kriminalassistent Tobias Reisser auf der Suche nach Baz Barek. Seine Freundin hatte ihn als vermisst gemeldet, und da er zum Zeitpunkt des Verschwindens ein Kapuzenshirt trug, befürchtet Reisser, dass ihm etwas zugestoßen ist. Nach Auswertung von Aufnahmen öffentlicher Überwachungskameras findet er die Spur zu Adil Faras. Er schickt Ballauf und Schenk zu Faras, den sie am Ende tot neben seinem angeketteten Gefangenen vorfinden. Baz Barek hatte in seiner Todesangst auf seinen Peiniger eingestochen und ihn getötet.

## Hintergrund
Der Film wurde vom 5. Juli 2016 bis zum 4. August 2016 in Köln gedreht. Die Szenen um die Zoohandlung entstanden in einem Geschäft in der Taunusstraße im Kölner Viertel Humboldt/Gremberg. Der Jazzmusiker Klaus Doldinger, Komponist der Titelmusik der Reihe, ist nach etwa 16 Minuten in einem Cameoauftritt als Straßenmusiker zu sehen und zu hören; er improvisiert dabei über das Tatort-Thema auf dem Saxophon.
Die titelgebende „Wacht am Rhein“ ist ein politisches Lied, das im Deutschen Kaiserreich ab 1871 neben Heil dir im Siegerkranz die Bedeutung einer inoffiziellen Nationalhymne hatte.

## Rezeption

### Kritiken
Matthias Dell bei Zeit.de meinte: „Die Wacht am Rhein [lässt leider] keine übermäßige Ambition erkennen, plausible Figuren zu erfinden. Der Bürgerwehr-Chef, […]die Agentur-Hipsterin […] und der migrantische Kriminelle Khalid Hamidi […] reden, wie in den medial kursierenden Standardhaltungen zum Thema eben geredet wird.“
Beim Tagesspiegel fand Markus Ehrenberg: Dem Autor ist eine „zutiefst ausgewogene Krimigeschichte um mangelnde Integration und wachsende Kriminalität gelungen[…], in der es kein Schwarz-Weiß gibt. Der beste ‚Tatort‘ zum Thema in jüngster Zeit.“

„Rassismus kann man dem 'Tatort' nicht vorwerfen. Er greift zwar die Strukturen organisierter Kriminalität auf, in denen einige junge Männer aus dem Maghreb laut des sogenannten Casablanca-Berichts in Nordrhein-Westfalen leben, er differenziert jedoch auch. Die deutschen Figuren bleiben interessanterweise ziemlich blass, die nordafrikanischen entwickeln dafür zum Teil eine beachtliche Komplexität – und zwar ohne, dass ihnen ein Opferstatus oder Sympathiebonus gewährt wird.“

„Ein Panoptikum der Bundesrepublik in Zeiten der Flüchtlingsdebatte, mühevoll zusammengehalten von einer mäßig interessanten Krimihandlung und zwei Kommissaren, deren Arbeit mit dem Wort 'Routine' nicht ausreichend uninspiriert beschrieben wäre. […] Vielleicht ein Tatort als Debattenbeitrag, aber kein guter Tatort.“

### Einschaltquote
Die Erstausstrahlung von Wacht am Rhein am 15. Januar 2017 wurde in Deutschland von 9,90 Millionen Zuschauern gesehen und erreichte einen Marktanteil von 26,6 % für Das Erste. In der Schweiz wurde der Tatort auf SRF 1 von 398.000 Zuschauern geschaut und erreichte einen Marktanteil von 21,9 %.

## Trivia
Für ihre Dienstfahrten nutzen die beiden Hauptkommissare diesmal einen goldfarbenen Opel Senator A2 (K-FS 587).